# Benz Elegant
Benz Elegant — легковой автомобиль, разработанный немецкой компанией Benz & Cie. в 1900 году в качестве замены модели Benz Patent-Motorwagen Ideal. Первый автомобиль Бенца с двигателем, расположенным в передней части кузова. Модель выпускалась до 1902 года.

## История
Автомобиль Benz Elegant был официально представлен в 1900 году. Он оснащался только четырёхтактным одноцилиндровым двигателем рабочим объёмом 1090 куб. см. (диаметр цилиндра х ход поршня = 115 мм х 110 мм) и мощностью 5—6 л. с. (3,7—4,4 кВт) при 980 оборотах в минуту. На автомобиль устанавливались деревянные спицевые колёса с пневматическими шинами, а в конструкции шасси присутствовали листовые рессоры. Для управления крутящим моментом двигателя применялась 4-х ступенчатая механическая коробка передач с промежуточным валом и задним ходом, которая соединялась при помощи цепей с задними колёсами. Максимальная скорость составляла 40—45 км/ч.